# 2017年尼泊尔大选
2017年尼泊尔大选于2017年11月26日和12月7日在尼泊尔举行省级和全国的立法选举。

## 背景
2015年9月20日，由尼泊尔第二届制宪会议通过的尼泊尔新宪法中第八部分和第九部分规定，尼泊尔各级立法机关议员应于2018年1月21日或更早完成选举工作。 在2017年5月14日（3、4、6省）、6月28日（1、5、7省）和9月18日（2省），尼泊尔分三次选举了所有七个省的293个市的市长副市长、460个村的村主席村副主席以及33532名市、村议员。
2017年8月30日，由尼泊尔前最高法院院长卡迈勒·纳拉扬·达斯主持的五人选区划分委员会向政府提交了选区报告，报告中表示尼泊尔立法议会的区域选区为165个。依照尼泊尔新宪法第286(12)条，该选区划分委员会确定的报告中的选区划分将20年不变。

## 选举系统

### 众议院
165名立法议会议员由单一选区绝对多数制选举产生，另外110名立法议会议员由封閉式名單比例代表制选举产生。在封閉式名單比例代表制选举中，政党或政党联盟选举门槛为3％

### 选民资格
规定如下：
- 在选民名册上
- 选举公告日期（即于1999年8月21日或之前出生）年满十八岁或以上
- 尼泊尔公民
- 健全的心态
- 无选举舞弊行为

### 时间表
| 2017年8月19日 | 选民登记截止日                       |
| 8月21日       | 内阁宣布选举日期                     |
| 8月27日       | 最后一天在选举委员会登记             |
| 8月30日       | 选举行为准则开始                     |
| 10月15日      | 缔约方提交了比例代表性的初步封闭名单 |
| 10月22日      | 省级候选人提名                       |
| 11月2日       | 众议院候选人提名                     |
| 11月19日      | 比例代表的封闭名单定稿并公布         |
| 11月26日      | 第一轮选举                           |
| 12月7日       | 第二轮选举                           |
| 2018年1月22日 | 新一届省级议会、众议院议员产生       |

## 政党和联盟
尼泊尔共产党（联合马列）、尼泊尔共产党（毛主义中心）和尼泊尔新力量党宣布组成选举联盟，以应对这次选举。